# 77 Bombay Street
77 Bombay Street is een indieband uit Zwitserland die bestaat uit vier broers. De band is vernoemd naar het adres waar de familie woonde in Australië toen de broers klein waren. Hun debuutalbum Up in the Sky werd op 11 februari 2012 uitgebracht.

## Discografie

### Albums
| Album met eventuele hitnotering(en) in de Nederlandse Album Top 100 | Datum van verschijnen | Datum van binnenkomst | Hoogste positie | Aantal weken | Opmerkingen |
| ------------------------------------------------------------------- | --------------------- | --------------------- | --------------- | ------------ | ----------- |
| Up in the Sky                                                       | 11-02-2012            | -                     |                 |              |             |
| Oko Town                                                            | 21-10-2012            | -                     |                 |              |             |
| Seven Mountains                                                     | 01-09-2015            | -                     |                 |              |             |
| Start Over                                                          | 01-09-2021            | -                     |                 |              |             |

### Singles
| Single met eventuele hitnotering(en) in de Nederlandse Top 40 | Datum van verschijnen | Datum van binnenkomst | Hoogste positie | Aantal weken | Opmerkingen |
| ------------------------------------------------------------- | --------------------- | --------------------- | --------------- | ------------ | ----------- |
| Long way                                                      | 2012                  | 25-02-2012            | tip14           | -            |             |